# Ворота Храмовой горы
На Храмовую гору в Иерусалиме в настоящее время можно попасть через 11 действующих ворот. Десять из них открыты только для мусульман, и одни – для всех прочих. Ещё 6 ворот замуровано.

## Открытые ворота Харам аль-Шариф

### Северная стена
- Ворота Племён (араб. Баб аль-Асбат‎, ивр. שער השבטים‎); северо-восточный угол.
- Ворота Отпущения, Прощения, или Оправдания (араб. Баб аль-Хитта/Хутта‎)
- Ворота Тьмы (араб. Баб аль-Атим/'Атм/Аттим‎)
- Ворота Бани Ганима (араб. Баб аль-Гаванима‎); северо-западный угол

### Западная стена
- Ворота Совета (араб. Баб аль-Маджлис‎, также известные под названием Инспекторские ворота (араб. Баб ан-Назир/Надхир‎); северная треть западной стены
- Железные ворота (араб. Баб аль-Хадид‎, ивр. Shaar Barzel‎); центральная часть западной стены (возле Маленькой Западной Стены)

- Ворота Торговцев хлопком (араб. Баб аль-Каттанин‎ ивр. שער מוכרי הכותנה‎); центральная часть западной стены. Одни из самых красивых ворот, ведущих на Храмовую гору. Были построены правителем Дамаска Танкизом в период правления мамлюкского султана ибн Калауна, как то зафиксировано надписью над дверью[1]. Поскольку в этой точке человек может подобраться на ближайшее расстояние к Камню Основания, не ступая при этом на саму гору, эти ворота были популярным местом молитвы для евреев на протяжении XIX века.
- Ворота Омовения (араб. Баб аль-Матара/Матхара‎); центральная часть западной стены

- За воротами Омовения к югу следуют двое парных ворот (центральная часть западной стены): ворота Покоя (араб. Баб ас-Салам‎), также ворота Жилища (араб. аль-Сакина‎) - северные из двух; и ворота Цепи (араб. باب السلسلة‎, Баб ас-Сильсилех; ивр. Шаар ха-Шальшелет‎) - южные из двух. На месте ворот Цепи могли находиться ворота Копония, существовавшие на протяжении периода Второго храма.

- Ворота Муграби (араб. باب المغاربة‎, Баб аль-Магарбех/Магариба; ивр. Shaar HaMughrabim‎)[2][3] (другие названия - Марокканские ворота, Ворота мавров); южная треть западной стены, непосредственно над воротами Барклая. На протяжении многих лет уровень земли вокруг ворот Барклая поднялся на много метров над их порогом, и в X веке ворота Бакрлая были в конце концов заложены. На каком-то этапе – возможно, в XII веке, а может быть, даже позже – в Западной стене над воротами Барклая, на уровне эспланады Храмовой горы, были сооружены новые ворота под названием Баб аль-Магарбех. Они были названы в честь жителей прилегающего квартала, основанного переселенцами из Марокко во времена Саладина.

Начиная с 1967 года, эти ворота являются единственным входом на Храмовую гору, доступным для немусульман.
Ворота Муграби – конкретно, раскопки поднимающегося к ним исторического пандуса – являются объектом противоречий между израильтянами и арабами-мусульманами. В феврале 2004 года произошло частичное обрушение стены, которая поддерживает 800-летний пандус, выступающий от Западной Стены и ведущий наверх к Марокканским воротам. Израильские власти сочли, что причиной тому могли быть недавнее землетрясение и снегопад, в то время как ХАМАС и мусульманские власти обвинили в обрушении израильтян, ведших работы на этом участке. В 2007 году Управление древностей Израиля (УДИ) построило временный деревянный пешеходный мост к Марокканским воротам. Соглашения по вопросу о более капитальном сооружении достичь не удалось.
С июля 2016 года Ворота Муграби называются Ворота Гилель (ивр. שער הלל) в память о 13-летней девочке Гилель Яффе Ариэль, убитой арабским террористом во сне в собственной кровати.
- Ворота Сераля (Баб ас-Сарай) - маленькие ворота в бывшую резиденцию Иерусалимского Паши; северная часть западной стены (между воротами Бани Ганим и воротами Совета). Это - двенадцатые ворота, которые были всё ещё открыты в период османского правления, но теперь закрыты для публики.

## Запечатанные ворота
В поддерживающих стенах платформы имеется шесть крупных — ныне заблокированных — ворот и скрытая дверь, перечисленные ниже по порядку против часовой стрелки; они датируются либо римским/иродианским, либо византийским, либо ранне-мусульманским периодами:

### Восточная стена
- Золотые ворота (араб.  Баб аль-Захаби‎, «Золотые ворота»; ивр. Ша'ар Харахамим‎, «ворота Милости») — северная треть восточной стены. Ворота двойные:

Дверь Милости (Баб аль-Рахма) — южный проход,
Дверь Раскаяния (Баб аль-Тауба) — северный проход
Как утверждает легенда, через Золотые ворота в Иерусалим войдёт еврейский Мессия

### Западная стена
- Ворота Уоррена. Скрыты более поздними постройками (и теперь видимы только из тоннеля Западной Стены), и заново открыты лишь Уорреном.
- Ворота Барклая — западная стена вблизи южного угла, под воротами Муграби. Арабское название — Баб ан-Наби, «ворота Пророка [Мухаммада]» (см. Le Strange, Palestine Under the Moslems стр. 189) — не путать с Тройными воротами, носящими то же арабское название. Ворота иродианского периода, одни из первоначальных ворот Храмовой горы. Видимы от мечети Аль-Бурак внутри Харам, а также от площади Западной стены (женский сектор) и прилегающего здания на северной стороне (так называемый «дом Абу Сауда», из-за которого ворота видны лишь наполовину).

Ворота Барклая названы в честь Джеймса Тёрнера Барклая, бывшего христианского миссионера в Иерусалиме в середине XIX века. Он открыл эти ворота в 1852 году с их внутренней стороны, изнутри Храмовой горы. Несколько исследователей идентифицировали их, как одни из ворот периода Второго Храма — возможно, ворота Копония, упоминаемые в еврейских и христианских источниках этого периода. В конце X века ворота были заложены камнями, и внутренняя комната ворот была трансформирована в мечеть, посвящённую Буракуу. Сегодня комната закрыта и вход в неё без разрешения Иерусалимского исламского ВАКФа запрещён.
После Шестидневной войны Министерство по делам религии Израиля и профессор Бенджамин Мазар, выполнявший в это время раскопки снаружи южной стены Храмовой горы, планировали раскрыть эти ворота, однако сделать это им помешали как еврейские, так и мусульманские религиозные лидеры.
Функция западных ворот неясна; однако многие евреи рассматривают ворота Уоррена, как особенно святые — в связи с их местоположением к западу от Купола скалы. (Согласно традиционному верованию, Купол скалы находится в той точке, на которой ранее располагалась Святая святых. Впрочем, имеются бесчисленные альтернативные взгляды, опирающиеся на исследования и расчёты — как, например, мнение Тувии Сагива.)

### Южная стена
- Ворота Хульды — состоят из двух групп заложенных кирпичами ворот:

Правая группа — Тройные ворота (араб. Баб ан-Наби, "ворота Пророка [Мухаммада]" – не путать с воротами Барклая, которые по-арабски называются так же‎). Трёх-арочные ворота, снаружи от Соломоновых конюшен.
Левая группа — Двойные ворота (араб. Баб ат-Тулате‎). Двух-арочные ворота, под мечетью Аль-Акса.
Это были, соответственно, вход и выход Храмовой горы со стороны Офеля (старейшая часть Иерусалима) — главный доступ на гору для обычных евреев.
- Одинарные ворота. Расположены снаружи от Соломоновых конюшен, к которым когда-то и вели эти ворота.

### Восточная стена
- Похоронные ворота/ворота Аль-Бурака (араб. Баб аль-Джана'из/аль-Бурак‎). Едва различимая потерна — или, возможно, импровизированные ворота — когда-то являвшаяся проходом в восточной стене на коротком расстоянии к югу от Золотых ворот[11].

### Исследования Чарльза Уоррена
Уоррену удалось исследовать внутреннее пространство четырёх ворот: Золотых, Уоррена, Барклая и Хульды. Ворота Уоррена и Золотые ворота попросту направлены в сторону центра горы, довольно быстро предоставляя доступ к поверхности посредством ступеней. Ворота Барклая похожи, но резко поворачивают к югу; причина этого обстоятельства на сегодняшний день неизвестна.
Ворота Хульды — более основательные. Как двойные, так и тройные ворота когда-то открывались в проходы, тянувшиеся под эспланадой горы, а затем приводившие к ступеням, ведшим вверх, на саму эспланаду. Ныне проходы обоих ворот, пройдя на некоторое расстояние внутрь горы, завершаются ступенями, которые поднимаются к поверхности непосредственно к северу от мечети Аль-Акса.
В процессе исследования цистерны 10 Уоррен обнаружил тоннели, пролегающие под проходами Тройных ворот. Эти коридоры проходят в беспорядочных направлениях; некоторые ведут за пределы южного края Храмовой горы (их глубина превосходит глубину основания стен). Их предназначение в настоящее время неизвестно, как и то, предшествуют ли они Храмовой горе по времени.